# A.C.E
A.C.E (кор. 에이스, акронім від англ. «Adventure Calling Emotions», укр. «Пригоди, які викликають емоції») — південнокорейський бой-бенд, що складається з п'яти учасників: Пака Чжунхі, Лі Донхуна, Вау, Кіма Бьонквана і Кана Ючана. A.C.E дебютували 23 травня 2017 року із синглом «Cactus».
Гурт здобув міжнародну популярність ще до свого дебюту завдяки вуличним танцювальним виступам та відео на YouTube з каверами на пісні відомих корейських та закордонних поп-виконавців. Також вони вважаються першим гуртом, який приніс до кей-попу елементи хардстайлу. Після дебюту A.C.E залишилися відомими своєю енергійною хореографією та потужними виступами, а також продовжили проводити вуличні виступи та записувати численні кавери.

## Назва
Назва A.C.E розшифровується як «Adventure Calling Emotions» (кор. «모험을 불러일으키는 감정들», укр. «Пригоди, які викликають емоції»). Офіційна назва фандому — «Choice» («Чойс», укр. «Вибір»). Його назва означає, що фанати обирають гурт, а гурт обирає фанатів.

## Кар'єра

### 2017—2018: дебют, учать уMix NineтаThe Unit, альбом-перевиданняA.C.E Adventures in Wonderland
23 травня 2017 року A.C.E виступили на сцені шоу The Show музичного телеканалу SBS MTV з дебютним сингл-альбомом Cactus. Вважається, що текст цієї пісні засновується на житті учасників гурту до дебюту. Він посів 21 місце у Billboard's World Digital Song Sales.
8 вересня A.C.E випустили англомовну версію «Cactus» — подарунок для іноземних фанатів.
19 жовтня вийшов їхній другий сингл — «Callin'».

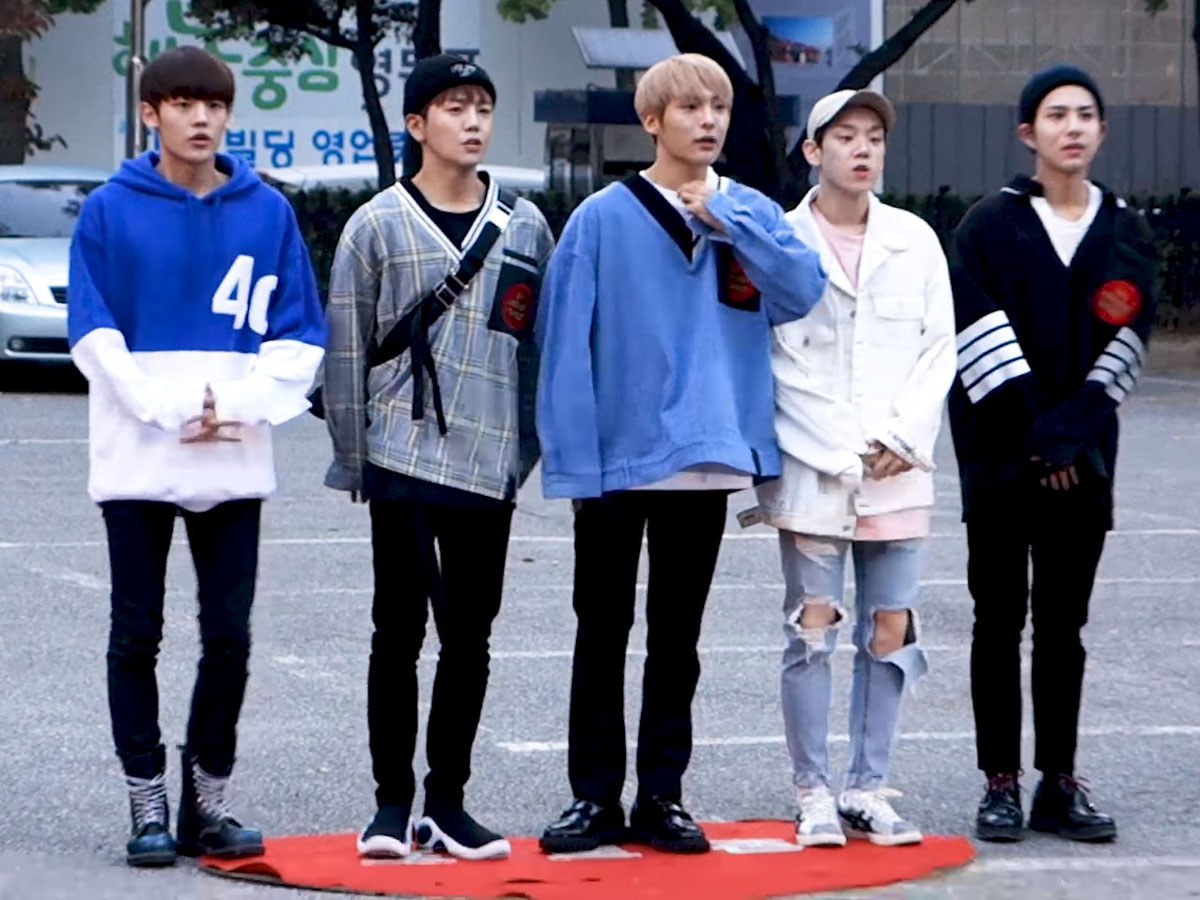
A.C.E. у 2017 році

З жовтня 2017 по січень 2018 року Донхун, Вау та Бьонкван взяли участь у реаліті-шоу телеканалу JTBC під назвою Mix Nine. Згідно з правилами шоу, учасники, які у загальному рейтингу займуть місця з першого по дев'яти, дебютують у складі нового гурту під крилом YG Entertainment. У фіналі шоу Бьонкван і Донхун посіли 4-е і 8-е місця відповідно, що перетворило їх на учасників нового гурту. Вау опинився на 11 позиції рейтингу. Проте дебют сформованого за результатами Mix Nine гурту так і не відбувся.
Одночасно — у період з жовтня 2017 по лютий 2018 — Чжун та Чан були учасниками аналогічного телешоу Idol Rebooting Project: The Unit телеканалу KBS. У фіналі шоу Чан посів дев'яте місце у загальному рейтингу і таким чином опинився в дебютній групі, а Чжун вибув, зайнявши перед фінальним раундом 21-е місце. Таким чином Чан став учасником сформованого у результаті цього телешоу гурту UNB, а оскільки у травні стало відомо, що гурт Mix Nine не дебютуватиме, то було вирішено, що A.C.E продовжать свої активності у складі чотирьох учасників.
15 травня гурт ще у складі п'яти учасників випустив спеціальний сингл «5TAR (Incompletion)», у написанні тексту якого взяли участь Чжун та Донхун. Було заявлено, що цю пісню було створено, щоб принести полегшення людям з психологічними проблемами.

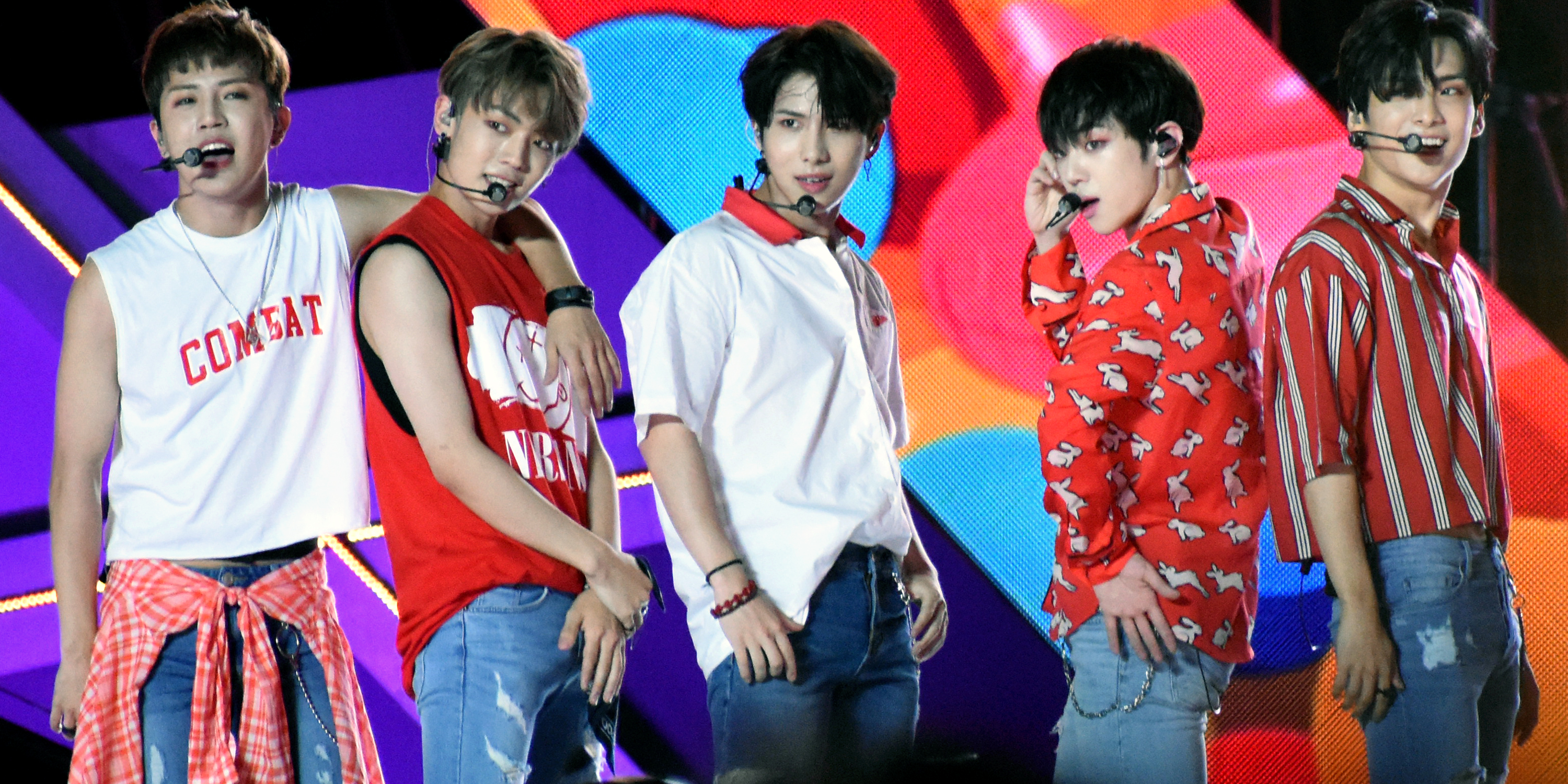
A.C.E на Incheon Airport Sky Festival 2 вересня 2018 року, Інчхон

7 червня A.C.E випустили альбом-перевидання (repackage) A.C.E Adventures in Wonderland, який містив як нові композиції, так і раніше видані сингли. Цього ж дня вийшло яскраве і натхненне музичне відео до його головної пісні «Take Me Higher». У цій пісні йдеться про почуття чоловіка, який у момент закоханості відчуває себе наче у казковому світі. 2 серпня A.C.E вперше виступили з «Take Me Higher», причому повним складом. З цього часу Чан повернутися участі у діяльності гурту, при цьому залишаючись і учасником A.C.E.
У листопаді за підтримки краудфандингової платформи MyMusicTaste було розпочато світовий концертний тур A.C.E WORLD TOUR [TO BE AN ACE]. Він розпочався у листопаді з концертів у містах Латинської Америки: Буенос-Айресі, Сантьяго та Мехіко. Він продовжився у грудні концертами у різних містах США, у тому числі в Пуерто-Рико.

### 2019—2020: мініальбомиUnder CoverтаUnder Cover: The Mad Squad
30 січня контракти учасників UNB закінчились, і цей гурт припинив свою діяльність, тож Чан офіційно повернувся до A.C.E.
Протягом лютого-березня у рамках туру A.C.E WORLD TOUR [TO BE AN ACE] гурт провів концерти у Парижі, Берліні, Стокгольмі, Амстердамі, Брюсселі, Москві, Будапешті, Дубліні та Лондоні. Влітку A.C.E виступили на сценах таких масштабних кей-поп фестивалів як KCON Japan 2019 та 2019 K-World Festa.
17 травня гурт випустив свій другий мініальбом Under Cover, який дебютував на дев'ятій позиції чарту Billboard's World Albums, а його однойменна головна композиція — на 23 місці Billboard World Digital Song Sales. Того ж дня на «Under Cover» було випущено кліп.

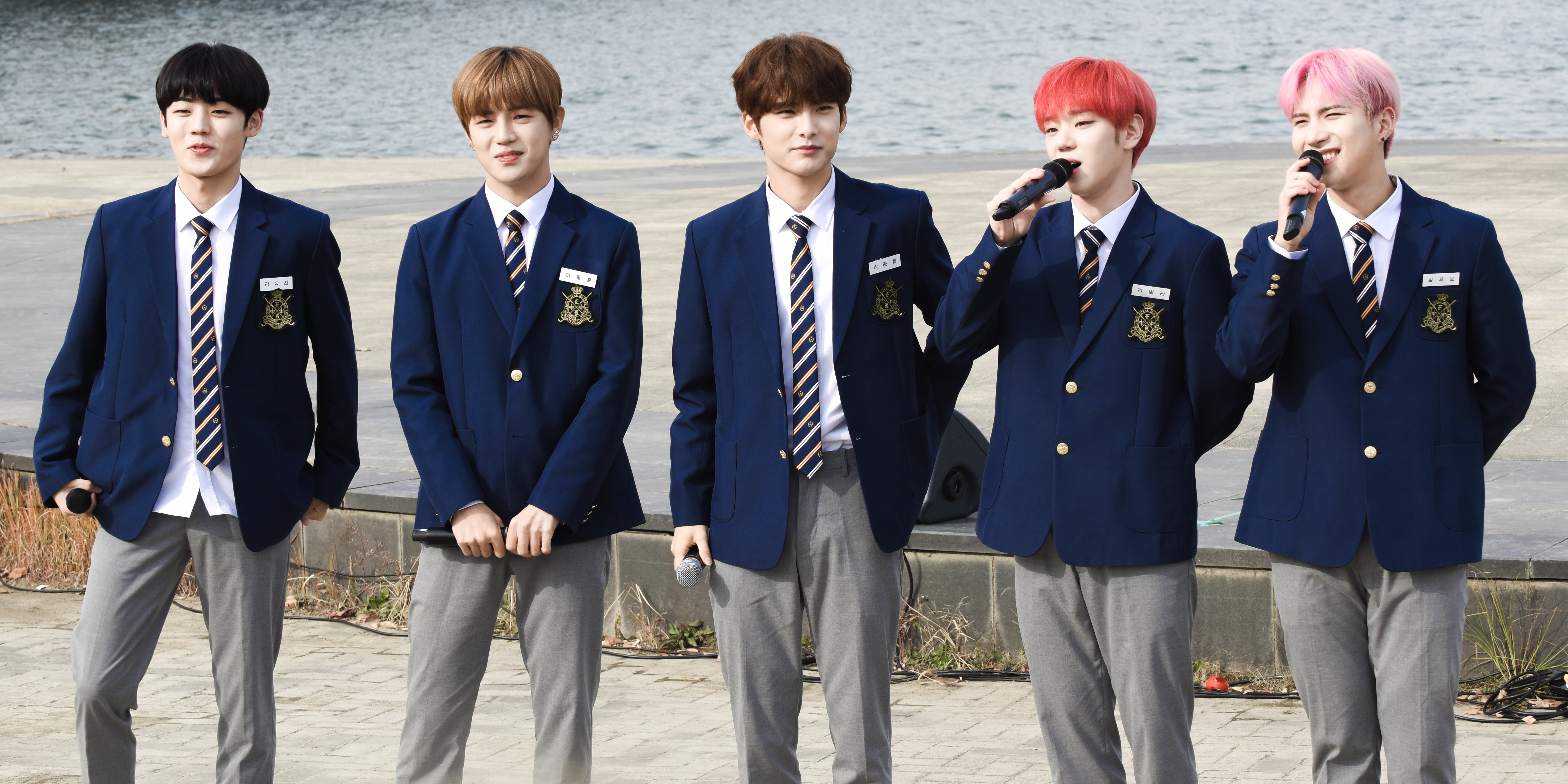
A.C.E на вуличному виступі у Банпо-доні 23 листопада 2019.

29 жовтня гурт випустив свій третій мініальбом Under Cover: The Mad Squad з головним треком «Savage». Згідно з прес-релізом, «Savage» є енергійним треком, який розповідає про диваків, які продовжують іти власним непростим шляхом, зберігаючи позитивний настрій. Композиції «Under Cover» та «Savage» за звучанням були сумішшю трепу та елементів хардроку, і візуально теж представили єдиний «потужний» концепт. Як пояснювали самі учасники, видовищні виступи з цими енергійними піснями та складною хореографією були покликані вразити публіку і залучити нових фанатів. Це альбом посів перше місце у Billboard Next Big Sound Chart, 21-ше — у Billboard Social 50 Chart та 50-те — у Billboard Emerging Artist Chart.
З січня 2020 року Бьонкван став ведучим англомовного шоу Pops in Seoul телеканалу Arirang TV, таким чином замінивши Фелікса (Stray Kids), який працював тут раніше. Для цього шоу обирають ведучих з гарним знанням англійської мови; Бьонквана запросили, оскільки він протягом 8 місяців жив у Канаді.
9 лютого A.C.E були запрошені виступити на афтепаті кінопремії Оскар для команди, що представляла південнокорейський фільм «Паразити». Там вони виконали низку каверів на відомі кей-поп хіти.
Навесні Чжун, Донхун та Чан взяли участь у проєкті композитора Хона Чану, записавши пісню «First Love», яка розповідає про приємні та водночас болісні відчуття від першої любові.
23 червня гурт випустив музичне відео до пісні «Stand By You», спродюсоване учасником гурту Вау. Наступного дня відбувся реліз цього синглу.
2 вересня A.C.E випустили свій четвертний мініальбом HJZM: The Butterfly Phantasy, головним треком стала композиція «Favorite Boys».

### 2021— 2022: сингл «Down» та черговий мініальбомSiren: Dawn, початок військової служби всіх учасників
8 січня під назвою «Fav Boyz» було випущено ремікс однієї з пісень гурту — «Favorite Boys». Ремікс було створено американським ді-джеєм Стівом Ейокі та репером Thutmose. Ця композиція посіла 12 місце у чарті Billboard Dance/Electronic.Так A.C.E став четвертим кей-поп виконавцем, який потрапив до цього чарту, вслід за BTS, Monsta X та BlackPink. Також цей реліз опинився на 4-му рядку Billboard World Digital Song Sales — на той момент це була найбільш висока позиція, яку посідали релізи гурту.
5 лютого було з'явилося оголошення, що віднині компанія Swing Entertainment (дочірня компанія CJ E&M) буде просувати гурт у Кореї, тоді як за Beat Interactive залишаються продюсування, промоції в США і Європі та зв'язки з фанатами
3 квітня Beat Interactive повідомили, що у зв'язку з неналежним станом ментального здоров'я Воу не буде брати участі у найближчих промоціях.
16 квітня A.C.E за участі американського EDM-дуету Grey випустили цифровий англомовний сингл «Down» разом і з музичним відео до нього, де можна побачити чотирьох учасників гурту.
23 червня 2021 гурт випустив мініальбом Siren: Dawn з головним треком «Higher». Цей альбом посів високі місця у чартах різних країн світу та отримав схвальні відгуки критиків.
2 вересня було випущено альбом-перевидання (репак) Changer: Dear Eris з головним треком «Changer». А 4 вересня A.C.E провели онлайн-зустріч з фанатами на платформі hellolive.
23 грудня вийшов перший епізод bl-дорами «Tinted with You», у якій одну з головних ролей — старшокласника Юн Хо — зіграв Чжун.
10 вересня Вау розпочав обов'язкову військову службу, а 23 вересня — Донхун. 7 лютого 2022 року службу розпочав Чжун. Щодо Бьонквана, було оголошено, що 11 квітня він розпочне службу у лавах KATUSA (Korean Augmentation To the United States Army). З 16 серпня військову службу розпочав і Чан.

### 2023 — 2025: діяльність після військової служби, завершення контрактів
12 серпня 2023 року було повідомлено, що віднині троє учасників гурту виступатимуть під своїми справжніми іменами. Так Чжун став послуговуватись повним іменем Пак Чжунхі, Донхун додав прізвище Лі, а Чан змінилося на «Кан Ючан».
14 серпня було повідомлено, що у листопаді відбудуться камбек гурту, сольний онлайн-концерт та фансайн. Олайн-концерт під назвою «OVERTURN» відбувся 11 листопада.
Через деякий час після повернення чотирьох учасників гурту (крім Ючана) зі служби, гурт випустив перший за два роки реліз  — сингл «Effortless», що вийшов у англійській та корейській версіях. Це відбулося 7 листопада, а 16 листопада відбувся реліз синглу «Angel», який теж мав дві версії.
5 грудня було повідомлено, що учаники гурту візьмуть участь в організованому телеканалом Mnet шоу на виживання Build Up: Vocal Boy Group Survivor, в результаті якого має бути створений новий вокальний гурт із 4-х учасників.
21 березня 2025 року через офіційні сторінки гурту в соціальних мережах було повідомлено про те, що його учасники не будуть поновлювати контракти з компанією.

## Учасники
| Сценічний псевдонім | Сценічний псевдонім | Сценічний псевдонім | Справжнє ім'я | Справжнє ім'я  | Справжнє ім'я | Дата народження           | Місце народження        | Позиція у гурті                              |
| Українською         | Латиницею           | Хангилем            | Українською   | Латиницею      | Хангилем      | Дата народження           | Місце народження        | Позиція у гурті                              |
| ------------------- | ------------------- | ------------------- | ------------- | -------------- | ------------- | ------------------------- | ----------------------- | -------------------------------------------- |
| Пак Чжунхі          | Jun                 | 박준희              | Пак Чжунхі    | Park Junhee    | 박준희        | 2 червня 1994 (30 років)  | Сунчхон, Південна Корея | Лідер, головний вокаліст, головний танцюрист |
| Лі Донхун           | Donghun             | 이동훈              | Лі Донхун     | Lee Donghun    | 이동훈        | 28 лютого 1993 (32 роки)  | Конджу, Південна Корея  | Головний вокаліст                            |
| Вау                 | Wow                 | 와우                | Кім Сеюн      | Kim Sehyoon    | 김세윤        | 15 травня 1993 (31 рік)   | Кванджу, Південна Корея | Головний танцюрист, вокаліст, репер          |
| Кім Бьонкван        | Kim Byeongkwan      | 병관                | Кім Бьонкван  | Kim Byeongkwan | 김병관        | 13 серпня 1996 (28 років) | Сеул, Південна Корея    | Головний танцюрист, вокаліст, репер          |
| Кан Ючан            | Сhan                | 강유찬              | Кан Ючан      | Kang Yuchan    | 강유찬        | 31 грудня 1997 (27 років) | Чеджу, Південна Корея   | Головний вокаліст, макне                     |

1. ↑  У результаті змін 13 серпня 2023 року
2. ↑  до участі у Mix Nine — Jason

## Дискографія

### Перевидання
| Назва                          | Деталі альбому | Пікові позиції у чартах | Продажі                  |
| Назва                          | Деталі альбому | KOR                     | Продажі                  |
| ------------------------------ | --- | ----------------------- | ------------------------ |
| A.C.E Adventures in Wonderland | - Реліз: 7 червня 2018 - Лейбл: Beat Interactive - Формат: CD, цифрове завантаження Трек-лист 1. «Cactus» (선인장) 2. «Callin'» 3. «Black and Blue» 4. «Take Me Higher» 5. «Dessert» 6. «5TAR (Incompletion)» 7. «Cactus» (선인장) (Inst.) 8. «Callin'» (Inst.) 9. «5TAR (Incompletion)» (Inst.) | 6                       | - Південна Корея: 19,984 |
| Changer: Dear Eris             | - Реліз: 2 вересня 2021 - Лейбл: Beat Interactive, Swing Entertainment - Формат: CD, цифрове завантаження Трек-лист 1. «Intro: Revolutions» 2. «Changer» 3. «Black and Blue» (Complete ver.) 4. «Down» (Kor ver.) 5. «Talk You Down» (해주고 싶은 한마디) 6. «Prequel» (진도 아리랑) 7. «Cactus» (선인장) (Eng ver.) 8. «Cactus» (선인장) (Remix ver.) 9. «Remember Us» 10. «Remember Us Inst.» (Secret Voice Letter) (CD Only) | 7                       | - Південна Корея: 36,284 |

### Мініальбом
| Назва                        | Деталі альбому | Пікові позиції у чартах | Пікові позиції у чартах | Продажі                  |
| Назва                        | Деталі альбому | KOR                     | US World                | Продажі                  |
| ---------------------------- | --- | ----------------------- | ----------------------- | ------------------------ |
| Under Cover                  | - Реліз: 17 травня 2019 - Лейбл: Beat Interactive - Формат: CD, цифрове завантаження Трек-лист 1. «Do It Like Me» 2. «Under Cover» 3. «Mr. Bass» 4. «If You Heard» 5. «5TAR» (CD only)                                           | 8                       | 9                       | - Південна Корея: 29,812 |
| Under Cover: The Mad Squad   | - Реліз: 29 жовтня 2019 - Лейбл: Beat Interactive - Формат: CD, цифрове завантаження Track listing 1. «Intro: Escape» 2. «Savage» (삐딱선) 3. «Slow Dive» 4. «So Sick» (나쁜말) 5. «Holiday» 6. «Take Me Higher» (Complete Ver.) | 7                       | —                       | - Південна Корея: 39,616 |
| HJZM: The Butterfly Phantasy | - Реліз: 2 вересня 2020 - Лейбл: Beat Interactive - Формат: CD, цифрове завантаження Трек-лист 1. «Golden Goose» 2. «Favorite Boys» (도깨비) 3. «Baby Tonight» (황홀경) (恍惚境) 4. «Stand by You» (편지를 써) 5. «Clover»       | 4                       | —                       | - Південна Корея: 61,969 |
| Siren: Dawn                  | - Реліз: 23 червня 2021 - Лейбл: Beat Interactive, Swing Entertainment - Формат: CD, цифрове завантаження Трек-лист 1. «Intro: Miserere Mei Deus (We Fell Down)» 2. «Atlantis» 3. «Higher» 4. «Chasing Love» 5. «Story»          | 2                       | —                       | - Південна Корея: 74,880 |

### Сингл-альбом
| Назва   | Деталі альбому                                                                       | Пікові позиції у чартах | Продажі                 |
| Назва   | Деталі альбому                                                                       | KOR                     | Продажі                 |
| ------- | ------------------------------------------------------------------------------------ | ----------------------- | ----------------------- |
| Cactus  | - Реліз: 23 травня 2017 - Лейбл: Beat Interactive - Формат: CD, цифрове завантаження | 24                      | - Південна Корея: 900   |
| Callin' | - Реліз: 18 жовтня 2017 - Лейбл: Beat Interactive - Формат: CD, цифрове завантаження | 28                      | - Південна Корея: 1,000 |

### Сингли
| Назва                                                                            | Рік       | Пікові позиції у чартах | Пікові позиції у чартах | Альбом                         |           |
| Назва                                                                            | Рік       | KOR Gaon                | US World                | Альбом                         |           |
| Корейські                                                                        | Корейські | Корейські               | Корейські               | Корейські                      | Корейські |
| -------------------------------------------------------------------------------- | --------- | ----------------------- | ----------------------- | ------------------------------ | --------- |
| «Cactus» (선인장, Seoninjang)                                                    | 2017      | —                       | 21                      | Cactus                         |           |
| «Callin'»                                                                        | 2017      | —                       | —                       | Callin'                        |           |
| «5TAR (Incompletion)»                                                            | 2018      | —                       | —                       | Сингл без альбому              |           |
| «Take Me Higher»                                                                 | 2018      | —                       | 15                      | A.C.E Adventures in Wonderland |           |
| «Under Cover»                                                                    | 2019      | —                       | 23                      | Under Cover                    |           |
| «Savage» (삐딱선)                                                                | 2019      | —                       | —                       | Under Cover: The Mad Squad     |           |
| «Favorite Boys» (도깨비)                                                         | 2020      | —                       | —                       | HJZM: The Butterfly Phantasy   |           |
| «Higher»                                                                         | 2021      | —                       | —                       | Siren: Dawn                    |           |
| «Changer»                                                                        | 2021      | —                       | —                       | Changer: Dear Eris             |           |
| «Effortless»                                                                     | 2023      | —                       | 10                      | Сингли поза альбомом           |           |
| «Angel»                                                                          | 2023      | —                       | —                       | Сингли поза альбомом           |           |
| «My Girl»                                                                        | 2024      | —                       | —                       | My Girl: «My Choice»           |           |
| Японіські                                                                        |           |                         |                         |                                |           |
| «All I Want Is You»                                                              | 2019      | —                       | —                       | Сингли поза альбомом           |           |
| «My Lover»                                                                       | 2020      | —                       | —                       | Сингли поза альбомом           |           |
| «Dear My U»                                                                      | 2023      | —                       | —                       | Сингли поза альбомом           |           |
| «—» релізи, що не потрапили у чарти або не були випущені у відповідних регіонах. |           |                         |                         |                                |           |

### Колаборації
| Назва             | Рік  | Виконавець                                      | Пікові позиції у чартах |
| Назва             | Рік  | Виконавець                                      | US World                |
| ----------------- | ---- | ----------------------------------------------- | ----------------------- |
| «Tonight»         | 2016 | Jang Won Ki feat. A.C.E (Donghun)               | —                       |
| «I Feel So Lucky» | 2018 | Hcue feat. A.C.E                                | —                       |
| «Sincerity»       | 2019 | So feat. A.C.E (Chan)                           | —                       |
| «First Love»      | 2020 | Hong Chang Woo feat. A.C.E (Jun, Donghun, Chan) | —                       |
| «Fav Boyz»        | 2021 | A.C.E feat. Steve Aoki and Thutmose             | 4                       |
| «Down»            | 2021 | A.C.E feat. Grey                                | —                       |
| «Hope, Fade Away» | 2021 | Zeun J feat. A.C.E (Donghun)                    | —                       |
| «Christmas Time»  | 2021 | A.C.E with Son Ho-young and Forestella          | —                       |

### Саундтреки
| Назва                           | Рік  | Альбом                             |
| ------------------------------- | ---- | ---------------------------------- |
| «Maybe» (어쩌면)                | 2018 | My Healing Love OST                |
| «The Beginning» (시작)          | 2019 | Beautiful Love, Wonderful Life OST |
| «Where You Are»                 | 2020 | The Game: Towards Zero OST         |
| «Still Love»                    | 2020 | How to Buy a Friend OST            |
| «Show Your Heart» (너를 보여줘) | 2020 | Welcome OST                        |
| «I'm Me»                        | 2020 | Twenty-Twenty OST                  |
| «Where Are You»                 | 2020 | Kairos OST                         |
| «Something» (어떻게 할까?)      | 2021 | Sometoon 2021 OST                  |
| «Is It Just Me?» (썸썸한 사이?) | 2021 | Sometoon 2021 OST                  |
| «Spark»                         | 2021 | Light on Me OST                    |
| «Buzzer Beater»                 | 2022 | Tracer OST                         |
| «Catch Your Attention»          | 2022 | Mimicus OST                        |

## Фільмографія

### Телесеріали
| Рік  | Назва                 | Роль                                                              | Прим.         |
| ---- | --------------------- | ----------------------------------------------------------------- | ------------- |
| 2017 | Hello, My Twenties! 2 | Грають учасників ідол-гурту The Fifth Column                      | [ 67 ]        |
| 2020 | Zombie Detective      | Танцюристи; Джун та Чан також згірали ролі помічників у ресторані | [ 68 ] [ 69 ] |

### Телешоу
| Рік  | Назва              | Прим.  |
| ---- | ------------------ | ------ |
| 2019 | Extreme A.C.E      | [ 70 ] |
| 2019 | A.C.E Chuja Island | [ 71 ] |

## Нагороди та номінації
| Рік  | Церемонія                    | Категорія                 | Результат | Прим.  |
| ---- | ---------------------------- | ------------------------- | --------- | ------ |
| 2017 | SBS PopAsia Awards           | Rookie of the Year        | Перемога  | [ 72 ] |
| 2018 | StarHub Night of Stars       | Best Newcomer Award       | Перемога  | [ 73 ] |
| 2019 | The Fact Music Awards        | Rising Star Award         | Перемога  | [ 74 ] |
| 2019 | Soribada Best K-Music Awards | Next Artist Award         | Перемога  | [ 75 ] |
| 2020 | Global GAIA Service Award    | World Star Award          | Перемога  | [ 76 ] |
| 2020 | APAN Music Awards            | Choice Global Hallyu Star | Перемога  | [ 77 ] |